# Manuel Rösler
Manuel Rösler (* 12. Juni 1972 in Aachen) ist ein zeitgenössischer deutscher Komponist und Musiker.

## Biografie
Manuel Rösler studierte an der Robert Schumann Hochschule für Musik in Düsseldorf und gehörte bereits während seines Studiums verschiedenen Ensembles für Alte Musik an, so der Rheinischen Kantorei, dem Kammerchor Stuttgart und dem Amsterdam Baroque Choir.  Von 2006 bis 2008 leitete er den Bereich Musiktheater mit Kindern und Jugendlichen an der Sing-Akademie zu Berlin. Von 2008 bis 2010 war er neben seiner freischaffenden Kompositionstätigkeit als Lehrbeauftragter für Liedinterpretation an der Theaterakademie Vorpommern und als Schauspielmusiker an der Vorpommerschen Landesbühne Anklam tätig.
Ein Schwerpunkt seines Schaffens liegt im Bereich Film, Theater und Hörspiel. Er komponierte die Musik für über hundert Hörspiele, mehrere Singspiele und Theaterstücke sowie TV- und Kinofilme. Ein besonderes Augenmerk gilt Musik für Kinder und Jugendliche.
Seit 2016 ist er als Kirchenmusiker in Berlin-Pankow tätig.

## Werke (Auswahl)

### Orchesterwerke
- Der singende Knochen. Melodram für Erzähler und Orchester
- Die Weihnachtsgeschichte des Lukas für Erzähler und Orchester [UA 2020 in Berlin]
- Symphonische Variationen über ein sehr weltliches Thema. [UA 1999 durch die Neue Philharmonie Westfalen in Gelsenkirchen]*
- Die Weihnachtsgeschichte des Lukas für Erzähler und Orchester
- Global Concert. Symphonische Fantasien für Solisten und Orchester. [UA 1997 anlässlich der 150-Jahr-Feier des Siemens-Konzerns durch das Orchester der Deutschen Oper Berlin via Satellit verbundene Solisten in Sydney, Kioto, Kapstadt und New York]

### Kammermusik
- Drei kleine Märchen für Fagott und Klavier
- Märchengestaltren für Blockflöte und Klavier
- Sieben Klavierstücke für Kinder
- Nocturno für zehn Solostreicher [UA 1998 durch die Neue Philharmonie Westfalen in Recklinghausen]

### Bühnenwerke
- Sonne, Mond und Luftballon. Singspiel für Kinder [UA: 2012 in Berlin, Regie: Susann Schulze]
- Eisenwald. Märchenspiel für drei Kinder [UA 2011, Festival "48 Stunden Neukölln"]
- Martins Mantel. Singspiel für Kinder zu St. Martin nach einem Libretto vom Semjon Nehrkorn [Berlin, 2006; Regie: Christian Filips]
- Zirkus Liliput. Kinderoper nach Johann Adam Hiller [2007, Auftragswerk der Sing-Akademie zu Berlin; Regie: Berit Bartuschka]

### Schauspielmusik
- Schwabenhatz [2012, Vagantenbühne Berlin]
- Das Feuerzeug (Märchen nach Hans Christian Andersen). Theatermusik [2009, Vorpommersche Landesbühne Anklam: Regie: Jürgen Kern]
- Der neunte Gerechte. Theatermusik [2009, Vorpommersche Landesbühne Anklam: Regie: Wolfgang Bordel]
- Das Tagebuch der Anne Frank. Theatermusik [2009, Vorpommersche Landesbühne Anklam: Regie: Jörg Neumann]
- Hotel Mama. Liederabend für sieben Schauspieler [2008, Vorpommersche Landesbühne Anklam: Regie: Wolfgang Bordel]
- Astoria. Theatermusik [2008, Vorpommersche Landesbühne Anklam: Regie: Wolfgang Bordel]
- Pourquoi la mort? Schauspielmusik für acht Sänger nach Texten von Antonin Artaud. [2000, theatre impossible, Regie: Leopold von Verschuer]

### Hörspiel- und Filmmusik
- Dem unbekannten Gott (Regie: Leopold von Verschuer, Bayerischer Rundfunk 2011)
- Gabriel Burns. Hörspielmusik für Orchester [Universal Music, seit 2003]
- Point Whitmark. Hörspielmusik für Orchester [Universal Music, seit 2000]
- Das indische Tuch. Hörspielmusik [Titania Medien 2003; nach einem Roman von Edgar Wallace]
- Carmilla der Vampir. Hörspielmusik [Titania Medien 2004; nach einem Roman von Sheridan Le Fanu]
- Das Amulett der Mumie. Hörspielmusik [Titania Medien 2004; nach einem Roman von Bram Stoker]
- Die Familie des Vampirs. Hörspielmusik [Titania Medien 2004; nach einem Roman von A.K. Tolstoi]
- Fröhliche Weihnachten, Mr. Scrooge! [Titania Medien 2005; nach einer Erzählung von Charles Dickens]
- Sherlock Holmes – Das Zeichen der Vier. Hörspielmusik [Titania Medien 2004; nach einer Erzählung von Sir Arthur Conan Doyle]
- Sherlock Holmes – Der Vampir von Sussex. Hörspielmusik [Titania Medien 2005; nach einer Erzählung von Sir Arthur Conan Doyle]
- Sherlock Holmes – Das gefleckte Band. Hörspielmusik [Titania Medien 2005; nach einer Erzählung von Sir Arthur Conan Doyle]
- Sherlock Holmes – Der Fall Milverton. Hörspielmusik [Titania Medien 2005; nach einer Erzählung von Sir Arthur Conan Doyle]
- Sherlock Holmes – Der Teufelsfuß. Hörspielmusik [Titania Medien 2005; nach einer Erzählung von Sir Arthur Conan Doyle]
- Großstadtwalzer. Filmmusik [Deutschland, 1991]
- Rolltreppe abwärts. Filmmusik [SceneMissing Filmproduktion 2006 ]
- Eine Geschichte aus zwei Dörfern. Filmmusik [Italien, 2006]

### Vokalmusik
- Sieben Lieder aus "Des Knaben Wunderhorn" für SSATB
- Twittermonologe. Sieben Lieder für Sopran und Klavier nach Tweets von Donald Trump [UA 2017 in Minden]
- Die dreizehn Monate. Zyklus nach Texten von Erich Kästner [UA 2012, Zebrano-Theater Berlin]

### Geistliche Musik
- Drei Lieder nach Texten von Dietrich Bonhoeffer [UA 2010 in der Zionskirche Berlin]
- Aus der Tiefe ruf ich, Herr, zu Dir. Motette für achtstimmigen Chor a cappella [Komponiert zum hundertjährigen Jubiläum des Berliner Doms, UA 2005 im Berliner Dom]
- Missa per annum für Sopran, Violine und Orgel [1990]
- Overbacher Messe für Kinderchor und Rockband [1990]

## Veröffentlichte Musik
- Manuel Rösler: Aus der Tiefe rufe ich, Herr, zu dir. Edition Musica Rinata, Sonat-Verlag, Berlin 2005 (9 S., Chor-Partitur, SSAATTBB).
- Manuel Rösler: Martas Weihnachtslied. Edition Musica Rinata, Sonat-Verlag, Berlin 11. Dezember 2013 (12 S., Partitur, Klavier zu 4 Händen, ISMN 9790502351502).
- Manuel Rösler: Missa per annum. Edition Musica Rinata, Sonat-Verlag, Berlin 2013 (Partitur für Soprano, Flöte oder Violine und Orgel).
- Manuel Rösler: A Latin Sanctus. Edition Peters, Berlin (ISMN 9790014111885).
- Manuel Rösler: Romantische Fantasie (Der Mond ist aufgegangen). Musikverlag Hayo, Berlin.